# Вовчок плющовий
Вовчок плющовий (Orobanche hederae) — вид квіткових рослин родини вовчкових (Orobanchaceae).

## Біоморфологічна характеристика
Це голопаразит. Рослина багаторічна, волосисто-залозиста, заввишки 10–60 см, на Hedera. Стебла середньої товщини, від жовтого до червоно-коричневого забарвлення, з фіолетовим відтінком. Листки притиснуті до стебла, від ланцетних до яйцюватих, завдовжки 1–2 см. Суцвіття довге, рідкісне, багатоквіткове, квітки спрямовані косо вгору. Чашечка 10–17 мм; сегменти нерівно розділені або нерозділені, зубці вузькі, ± загострені, лілово-фіолетові, з кількома залозистими волосками. Віночок ледве залозистий, 12–20 мм завдовжки, білувато-жовтий, з червоною верхньою губою і часто з фіолетовими жилками. Плід — коробочка. 2n=38.

## Поширення
Західно-Північна Африка (Алжир, Марокко, Туніс), Європа (Велика Британія, Австрія, Бельгія, Швейцарія, Німеччина, Угорщина, Нідерланди, Польща, Україна (включаючи Крим), Албанія, Греція, Хорватія, Італія (включаючи Сардинію, Сицилію), Мальта, Чорногорія, Сербія, Словенія, Іспанія, Франція (включаючи Корсику), Португалія), Західна Азія (Південний Кавказ, Туреччина, пн. Іран).
В Україні вид росте у лісах та парках — на ПБК, звичайно; паразитує на корінні плюща.